# Maximilian von Mauschwitz
Maximilian von Mauschwitz (* 1716 bzw. 1717 in Jauer, Herzogtum Schweidnitz-Jauer; † 14. März 1781 in Belgard) war ein preußischer Generalmajor und Chef des Kürassierregiments Nr. 5.

## Leben

### Herkunft
Mauschwitz entstammte einem schlesischen Adelsgeschlecht. Seine Eltern waren der in holländischen Diensten stehende Maximilian von Mauschwitz und Susanne Sophie, geborene von Schachmann.

### Werdegang
Mauschwitz begann seine Offizierslaufbahn 1732 als Kadett in Berlin.
Er kam im Jahr 1733 in das Dragonerregiment Nr. 5. Im Jahr 1735 wurde er Junker im Dragonerregiment „von Solmsdorf“ (Nr. 2), avancierte 1738 zum Fähnrich und wechselte mit seiner Beförderung zum Sekondeleutnant 1741 ins Dragonerregiment „von Platen“ (Nr. 1) anschließend ebenfalls im selben Jahr ins Dragonerregiment „von Platen“ (Nr. 9). Im zweiten Schlesischen Krieg kämpfte er in der Schlacht bei Kesselsdorf. Er stieg 1748 zum Premierleutnant auf und wurde während der Herbstübungen zum Regiment Gens d’armes (Nr. 10) kommandiert. Während des Siebenjährigen Krieges kämpfte er in der Groß-Jägersdorf, kam dann mit dem Regiment auf den westlicher Kriegsschauplatz und kämpfte vor Crefeld, Bergen und Minden, sowie im Gefecht bei Soest. Mauschwitz wurde 1756 Stabskapitän, erhielt 1758 seine eigene Kompanie und wurde 1759 Kapitän und Eskadronchef. 1760 folgte die Beförderung zum Major und die Teilnahme an der Schlacht bei Zorndorf. Er avancierte 1772 zum Oberstleutnant und 1773 zum Oberst und wurde schließlich 1775 Kommandeur des Regiments. Er nahm am Bayerischen Erbfolgekrieg teil und übernahm 1780 das Kürassierregiment „Lolhöffel von Löwensprung“ Nr. 5 und am 4. Juni 1780 erhielt er die Beförderung zum Generalmajor.

### Familie
Mauschwitz war mit Helene Katharina Susanne Freiin von Geißler († 1786) verheiratet. Der Ehe entstammten je vier Töchter und vier Söhne.